# Hindolveston
Hindolveston – wieś w Anglii, w hrabstwie Norfolk, w dystrykcie North Norfolk. Leży 29 km na północny zachód od Norwich i 166 km na północny wschód od Londynu.
W 2001 miejscowość liczyła 505 mieszkańców.